# Laubbachmühle (Naturschutzgebiet)

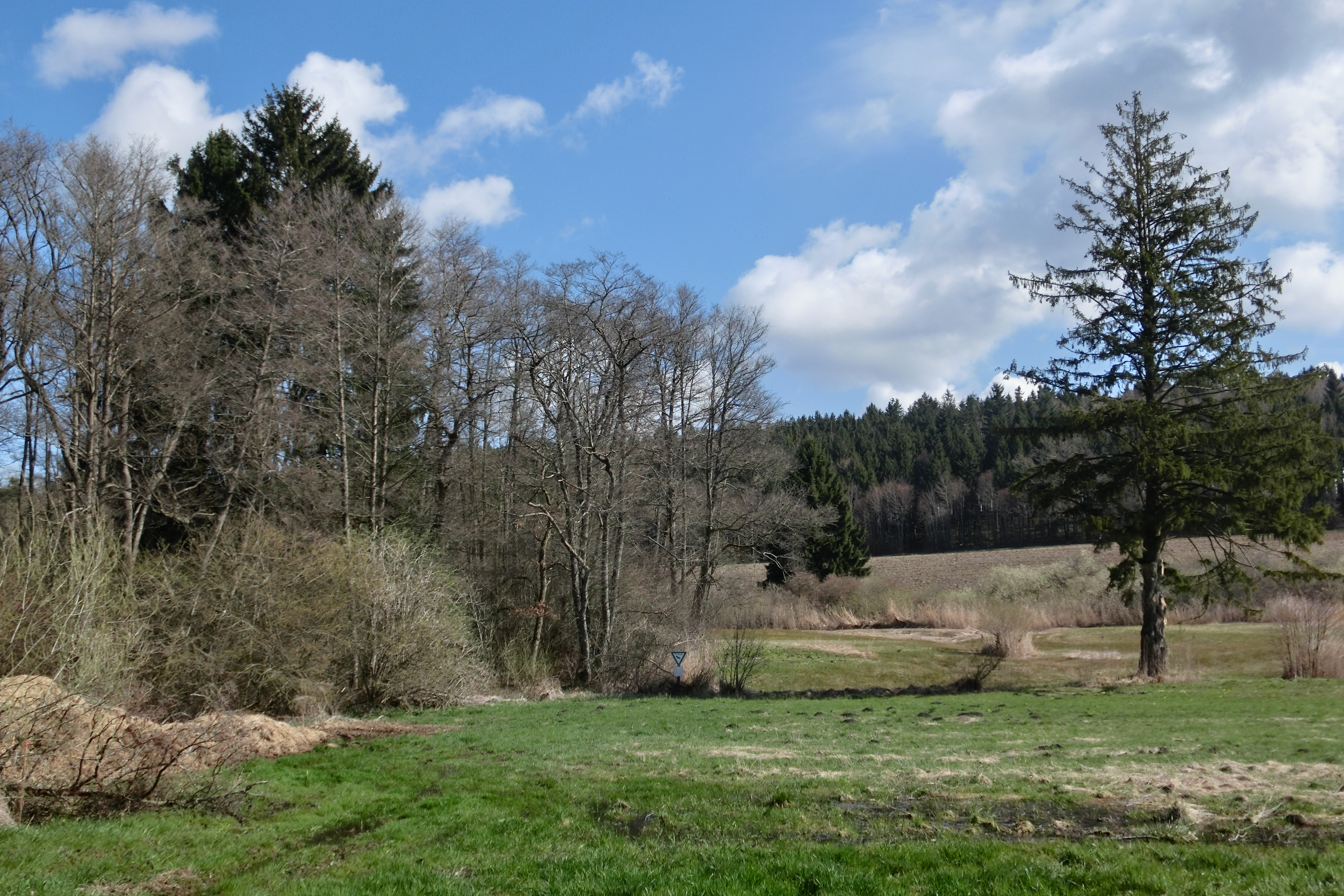
NSG Laubbachmühle

Das Gebiet Laubbachmühle war ein Naturschutzgebiet bei Ostrach im baden-württembergischen Landkreis Sigmaringen in Deutschland. Es ist am 9. Januar 2017 im Naturschutzgebiet Pfrunger-Burgweiler Ried aufgegangen.

## Geschichte
Das in Sichtweite des Naturschutzgebiets Pfrunger-Burgweiler Ried liegende Gelände diente früher als Streuwiese. Nachdem das Areal ab den 1960er Jahren nicht mehr landwirtschaftlich genutzt worden war, gefährdeten Schilf und Buschwerk das Biotop.
Anlässlich von Plänen, das Hangquellmoor Laubbachmühle um den Laubbacher Mühleweiher in eine Kette von Fischteichen zu verwandeln, wurde das Land Baden-Württemberg auf Privatinitiative hin tätig und kaufte das Grundstück auf. Das 3,2 Hektar große Gebiet wurde am 2. Juli 1981 unter Naturschutz gestellt.
Pflegetrupps des Landes beseitigten im zweijährlichen Turnus den Wildwuchs. Damit wurde Licht geschaffen für die nahezu ausgestorbene Artenvielfalt. Die Maßnahme hatte Erfolg. Gemäht wurde anfangs von Hand und mit Balkenmähern, heute kommen zur Räumung schwere Maschinen in den Einsatz.
2017 wurde das Schutzgebiet in das Naturschutzgebiet Pfrunger-Burgweiler Ried integriert.

## Typologie
Das Naturschutzgebiet setzte sich zusammen aus Hangquellmoor, Nasswiesen, Streuwiesen, Fischteichen, Hochstauden, Großseggenbeständen und Kalk-Kleinseggenrieden.

## Schutzzweck
Schutzzweck war die Erhaltung des Kalkquellmoor-Biotops mit seiner artenreichen, besonderen Flora und Fauna.

### Partnerschutzgebiete
Das Naturschutzgebiet Laubbachmühle war umgeben vom Landschaftsschutzgebiet „Altshausen-Laubbach-Fleischwangen“ (4.36.050/4.37.030) und ist Teil sowohl des FFH-Gebiets „Pfrunger Ried und Seen bei Illmensee“ (8122342) als auch des Vogelschutzgebiets „Pfrunger und Burgweiler Ried“ (8022401).

## Flora und Fauna

### Flora
Von weitem zeigt sich das Hangquellenmoor als Schilffläche. Bei näherer Betrachtung ist es Standort kalkliebender Pflanzengesellschaften und Orchideen. Auffallend verbreitet ist die rosarot blühende Mehlprimel, die von Kopfbinsenried (Primulo-Schoenetum) begleitet wird. Eingekehrt als Vertreterin der Orchideenarten ist das seltene, nur einzeln erscheinende Helm-Knabenkraut, während das Wollgras gruppenweise für Farbabwechslung sorgt. Des Weiteren finden sich Duft-Lauch-Pfeifengras-Wiesen, Seggen, Binsen, Simsen und Sumpfpflanzen (Helophyten).